# Rhododendron aberconwayi
Rhododendron aberconwayi (лат.) — кустарник, вид подсекции Irrorata, секции Ponticum, подрода Hymenanthes, рода Рододендрон (Rhododendron), семейства Вересковые (Ericaceae). Вид близок Rhododendron maxiongense C. Q. Zhang & D. Paterson.
Китайское название: 碟花杜鹃.

## Ботаническое описание
Кустарник высотой до 1,5 (—2,5) метров. Старые ветви голые.
Черешок цилиндрический, 5—10 мм. Листья толстые, кожистые, яйцевидно-эллиптические или яйцевидно-ланцетные, 2,5—5 × 1—1,8 см; основание широко клинообразное или округлое; на конце острые.
Соцветие образовано 7—11 цветками. Цветоножка 1,5—3,5 см, железисто-волосистая; чашечка дискоидная; венчик в форме открытой чашки или блюдца, белый или розовый с фиолетовыми вкраплениями, 2—3 см; лепестков 5; тычинок — 10, тычинки неравной длины (1—1,5 см), нити голые. Цветки без аромата.
Цветение в мае. Созревание семян в октябре.

## Экология
Заросли на склонах, на высоте 2200—2500 метров над уровнем моря.

## Ареал
Китай (Юньнань).